# Dumitru Gheorghe
Dumitru Gheorghe (ur. 26 października 1936 w Bukareszcie) – rumuński zapaśnik walczący w stylu klasycznym. Dwukrotny olimpijczyk. Piąty w Rzymie 1960 i szósty w Melbourne 1956. Walczył w kategorii 67 kg.
Czwarty na mistrzostwach świata w 1958 roku.